# Getto

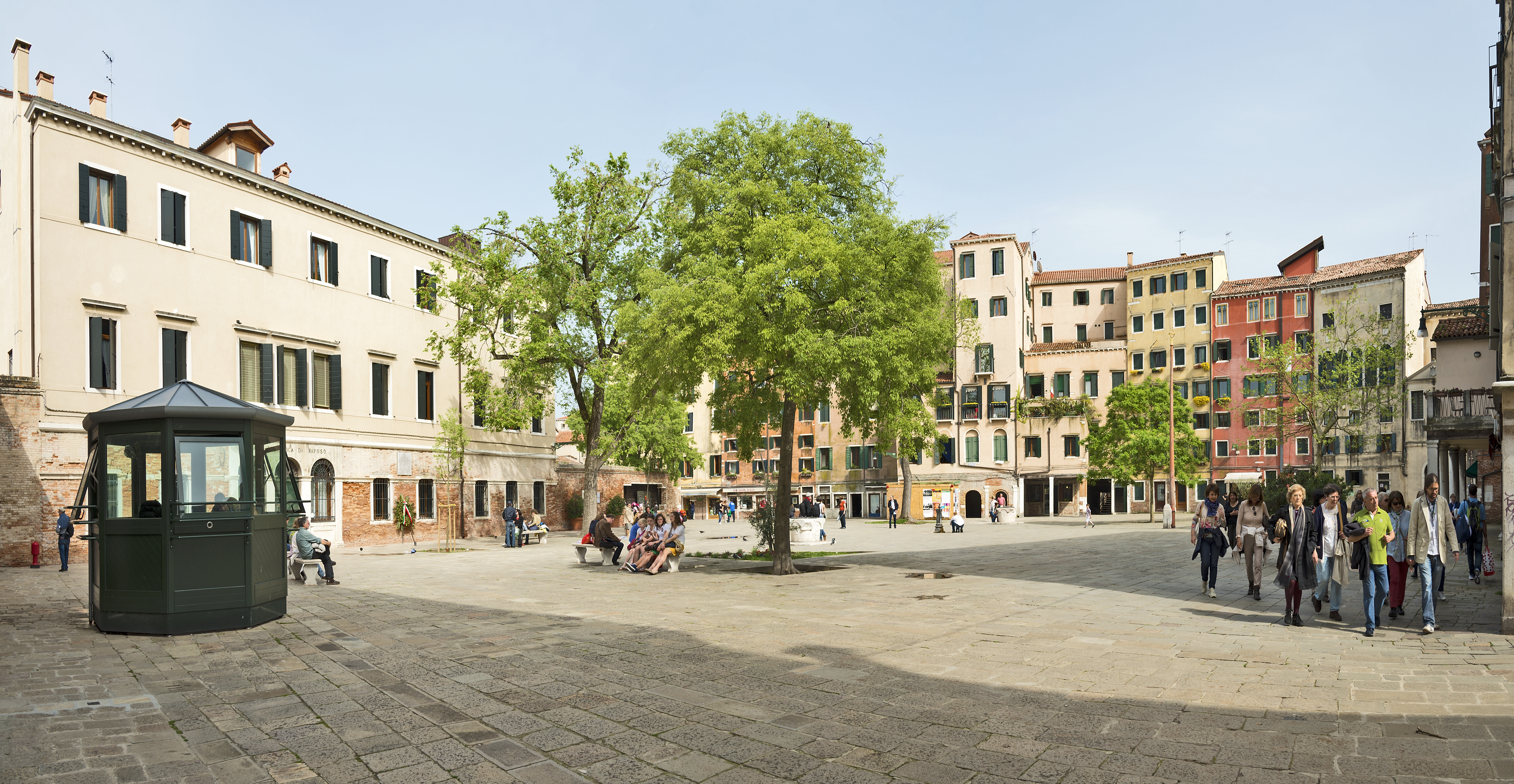
Torget i det område som under senmedeltiden var det judiska gettot i Venedig (foto 2013)

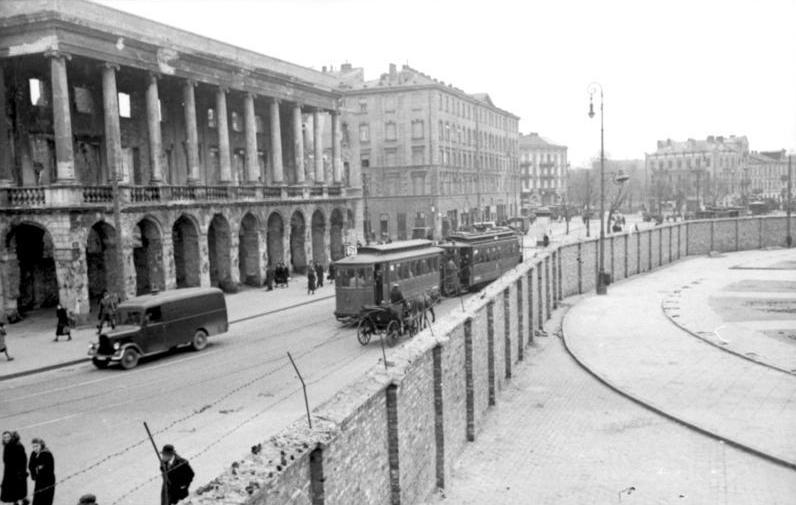
Muren i Warszawas getto (1941)

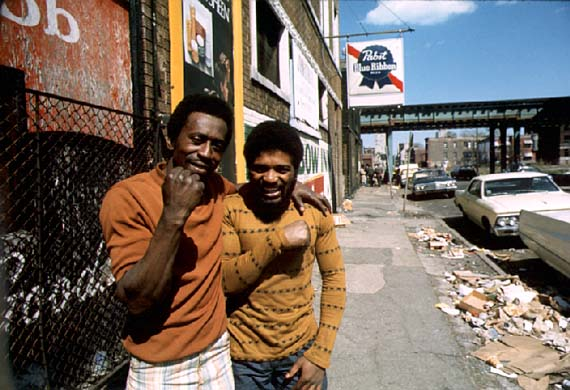
Två män i Chicagos getto på South Side. (1974)

Getto eller ghetto är ursprungligen en benämning på de kvarter eller stadsdelar där judar var hänvisade att bo. I modern tid används ordet dels för slumområden, dels för områden där det finns en stor koncentration av personer av en viss etnicitet eller social klass. Under andra världskriget inrättade nazisterna en rad getton i östra och sydöstra Europa där de samlade ihop judar inför ”den slutgiltiga lösningen av judefrågan”.

## Ordets betydelse
Begreppet “getto” har varit i allmänt bruk under åtminstone femhundra år och har sitt ursprung i Italien. Ordets etymologi är osäker. Det finns knapphändig information om att ordet går att härledas till det italienska ordet borghetto; ett “litet kvarter”. En teori är att ordet kommer från det italienska ordet gietto, benämningen på ett kanongjuteri i Venedig som låg nära intill den första judiska bosättningen. De judiska historikerna Heinrich Graetz (1817–1891) och Abraham Berliner (1833–1915) misstänkte att ordet härstammar från det venetianska gheta, vilket betyder just kanongjuteri. Det är inte ovanligt att namnet på en specifik plats sprider sig och utvecklas till ett fenomens allmänna beteckning. 

## Historiskt
Segregation i städer har förekommit sedan långt tillbaka. Babylon i forntida Mesopotamien var indelad i kvarter. De yttre kvarteren var tillgängliga för alla och de inre endast för makten – kungligheterna och prästerna. I de senare medeltida städerna såg flera städer ut på liknande sätt. Stadskärnorna beboddes av rika och de yttre områdena beboddes av fattiga. I Sveriges landsbygder bodde självägande bönder längs bygatan, medan jordbrukets underklasser bodde i gränsområdet mellan skog och jordbruksmark, i byns utkanter.
Getton för judar upprättades under senmedeltiden men segregerade judiska samfälldheter fanns redan under antiken. Ordet sägs komma från Venedig, där stadens judiska befolkning från 1516 tvingades att leva på en liten ö i stadsdelen Cannaregio där det tidigare legat ett gjuteri,  gheto på venetianska. Andra förklaringar för ordet som framlagts är att det kommer ifrån italienskans borghetto, litet grannskap, eller från det hebreiska ordet get. De påtvingade gettona avvecklades som ett resultat av upplysningen från mitten av 1700-talet. Kända getton fanns även i bland annat Rom och Prag.

## Under andra världskriget
Under andra världskriget inrättade nazisterna omkring 1200 getton för judar, men även för romer. De var tyskarnas första steg att få kontroll över judarna genom att separera dem från den icke-judiska befolkningen. År 1942 påbörjades genomförandet av ”den slutgiltiga lösningen” - judarna fördes över till förintelseläger och gettona avvecklades efterhand. De mest kända gettona låg i Warszawa, Łódź, Kraków, Lwów, Białystok, Vilnius och Riga.

## I dag
Begreppet getto eller ghetto har i idag en delvis annorlunda definition än vad det har haft historiskt. I boken "Ghettot- som geografisk, historisk och sociologisk företeelse" av Tommy Book och Jonas Stier beskrivs begreppets nutida definition som en plats där människor som "saknar eller avviker från majoritetens etniska och kulturella tillhörighet" är bosatta. Dessa människor delar en "ofördelaktig socioekonomisk situation, ett otillräckligt kulturellt och socioekonomiskt kapital för att bo någon annanstans eller en låg social status, jämfört med det omgivande samhällets medlemmar." Därför har begreppet, i vid bemärkelse, blivit ett uttryck för marginalisering och segregation i samhället. Ordet getto har dock en begränsad användning i Sverige. Bland annat polisen talar om utsatt område för att beskriva ett "geografiskt avgränsat område som karaktäriseras av en låg socioekonomisk status där de kriminella har en inverkan på lokalsamhället".   
Sådana områden finns i de flesta länder. Exempel är vissa fattiga storstadsområden dominerade av särskilt afroamerikaner eller latinamerikaner i USA, till exempel Harlem (Manhattan, New York) och Compton (Los Angeles, Kalifornien). Kriminalitet är ett vanligt problem i sådana områden. I Sydafrika, under apartheidtiden var den svarta befolkningen i de större städerna hänvisad till att bosätta sig inom vissa områden, så kallade townships. Det mest kända exemplet är Soweto (Southwestern Township, beläget i Johannesburg). I Danmark används getto ofta som namn på de utsatta områdena.

## I Sverige
Stockholmsregionen har sedan en lång tid tillbaka haft bestämda boendemönster; dessa präglas av en etnisk och klassmässig segregation. Lugnets industriområde beskrivs som Stockholms sista kåkstad och revs i omgångar för att ge plats åt bostäder. Innan rivningen huserade många av Stockholms hemlösa i provisoriskt uppbyggda läger.